# Hong Jeong-woon
Đây là một tên người Triều Tiên, họ là Hong.
Hong Jeong-woon (tiếng Hàn: 홍정운; sinh ngày 29 tháng 11 năm 1994) là một cầu thủ bóng đá Hàn Quốc thi đấu ở vị trí trung vệ cho Muangthong United .

## Sự nghiệp
Hong gia nhập đội bóng tại K League 2 Daegu FC vào tháng 1 năm 2016.